# Feliciana Setoain
Feliciana Setoain Arostegi (Luzaide, Alta Navarra, 19 de marzo de 1912-Zuraide, Lapurdi, 30 de enero de 2008) fue una escritora, música y musicóloga navarra. Profesora de piano, hizo una recopilación de música popular vasca. Fue colaboradora del suplemento vasco de la revista Luzaide y de la Revista Príncipe de Viana.

## Biografía
Feli Setoain nació en el barrio Pekotxea en Luzaide, e hizo sus primeros estudios en su pueblo natal y en Fuenterrabía . Posteriormente marchó a Ustaritz para finalizar sus estudios, donde ejerció como profesora durante algunos años.
Se casó con un guardia fronterizo de alto rango y se mudaron a Madrid, donde trabajó como profesora de piano hasta que enviudó. Entonces regresó a Luzaide donde pasó los últimos años de su vida con su hermana. En 1969 viajó a Japón, viaje que relató en la revista Príncipe de Viana.

### Trayectoria profesional

#### Música
Setoain, profesional de la música, se dedicó a recopilar la música popular vasca en varios volúmenes. Sigue habiendo personas investigadoras buscando estos trabajos.

#### Escritora
Pero, sobre todo, Feli es más conocida por su actividad como escritora. Comenzó a publicar en la hoja parroquial Luzaide en 1960 y posteriormente escribió también en el suplemento vasco que editaba el Instituto Príncipe de Viana en Pamplona, un ejemplo de lo cual es el cuento Mozkor kondu publicado en 1968.

## Reconocimientos
- En diciembre de 2019 fue homenajeada en la exposición Hemen baditun 14 en el Palacio del Condestable de Pamplona, exposición organizada en homenaje a las mujeres que trabajaron por la promoción y normalización del euskera durante el siglo XX.[5][10][11][12]